# Platanenallee (Tübingen)

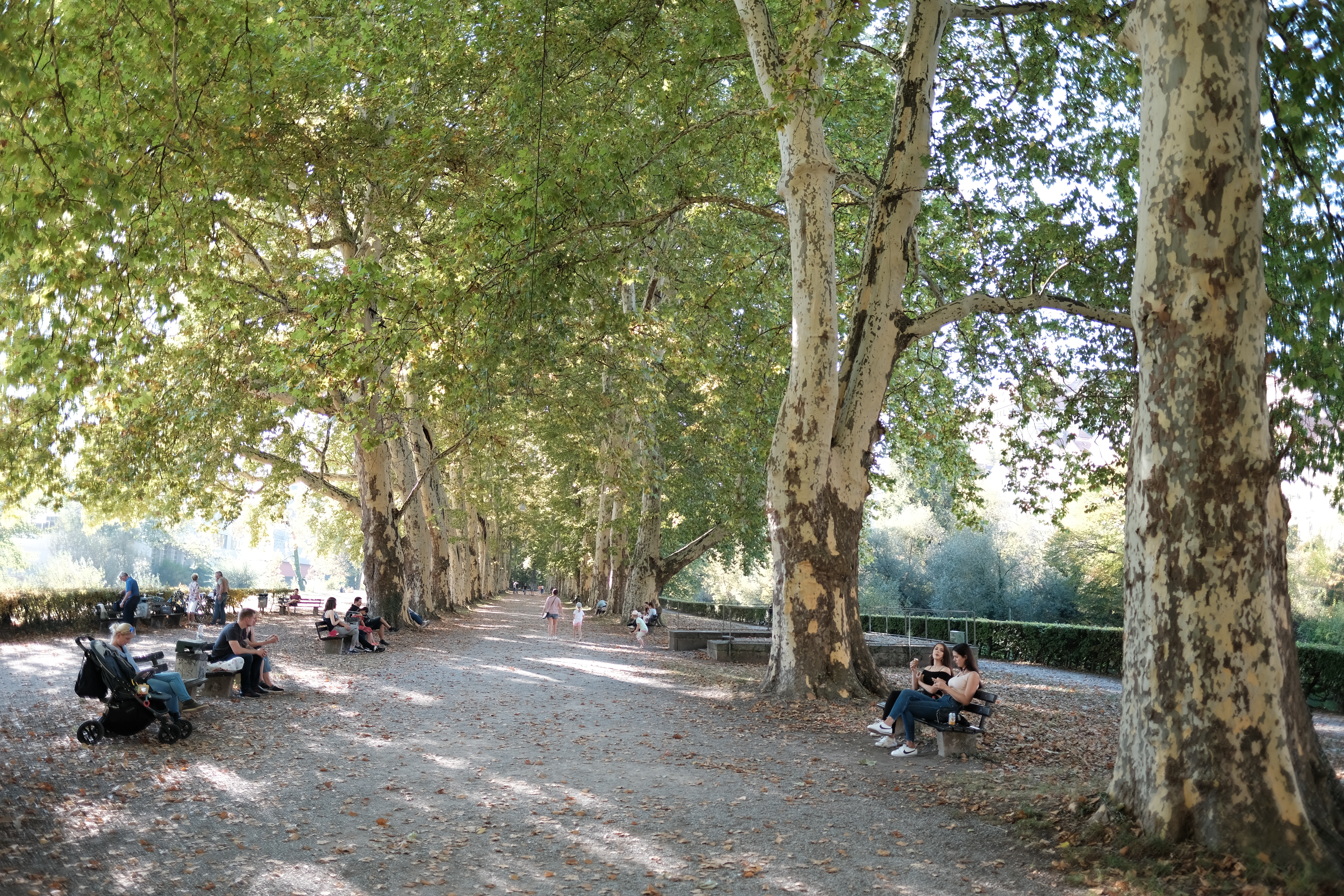
Tübinger Platanenallee im Sommer von Osten

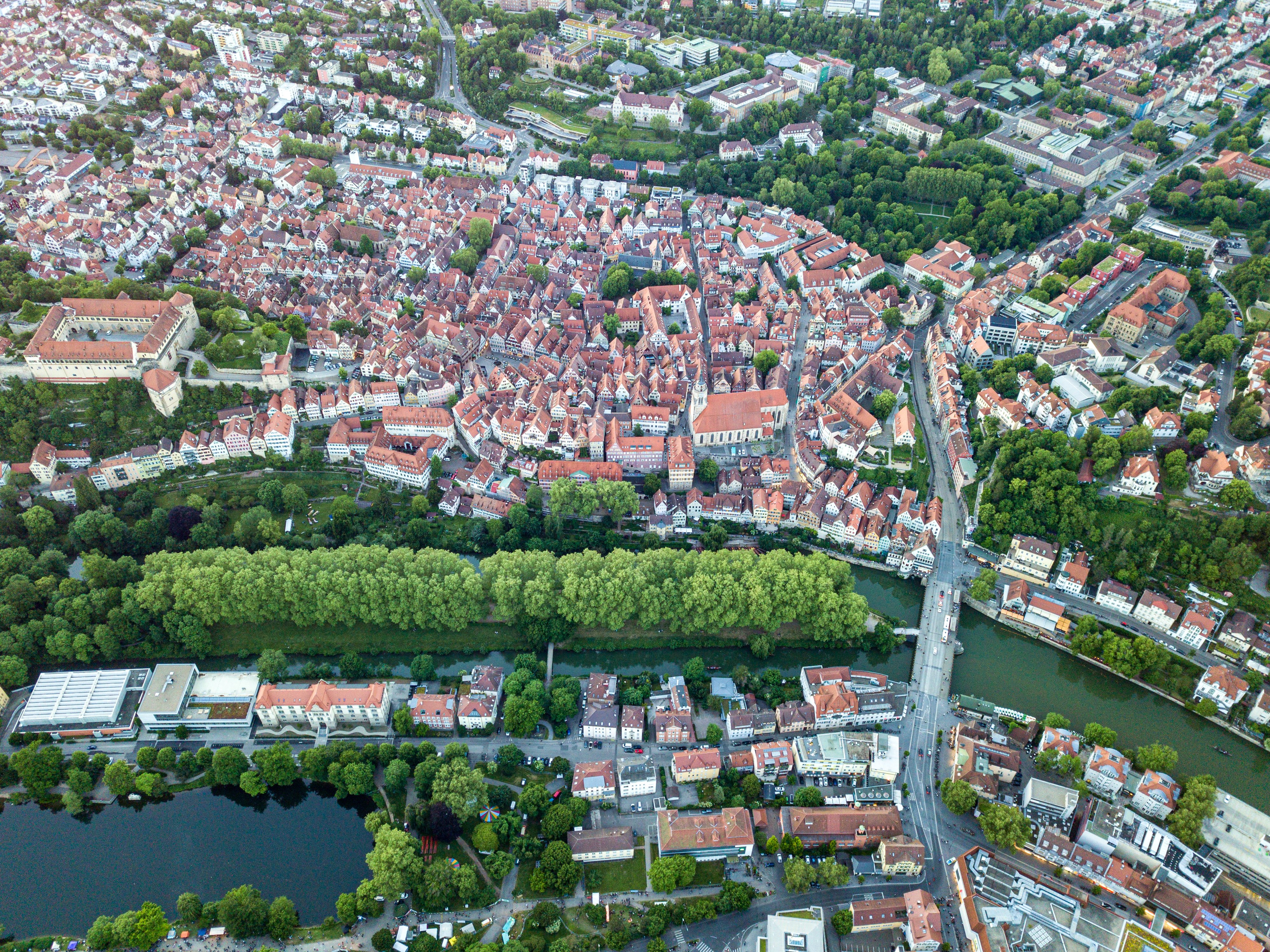
Die Neckarinsel mit der Platanenallee vor der Altstadt

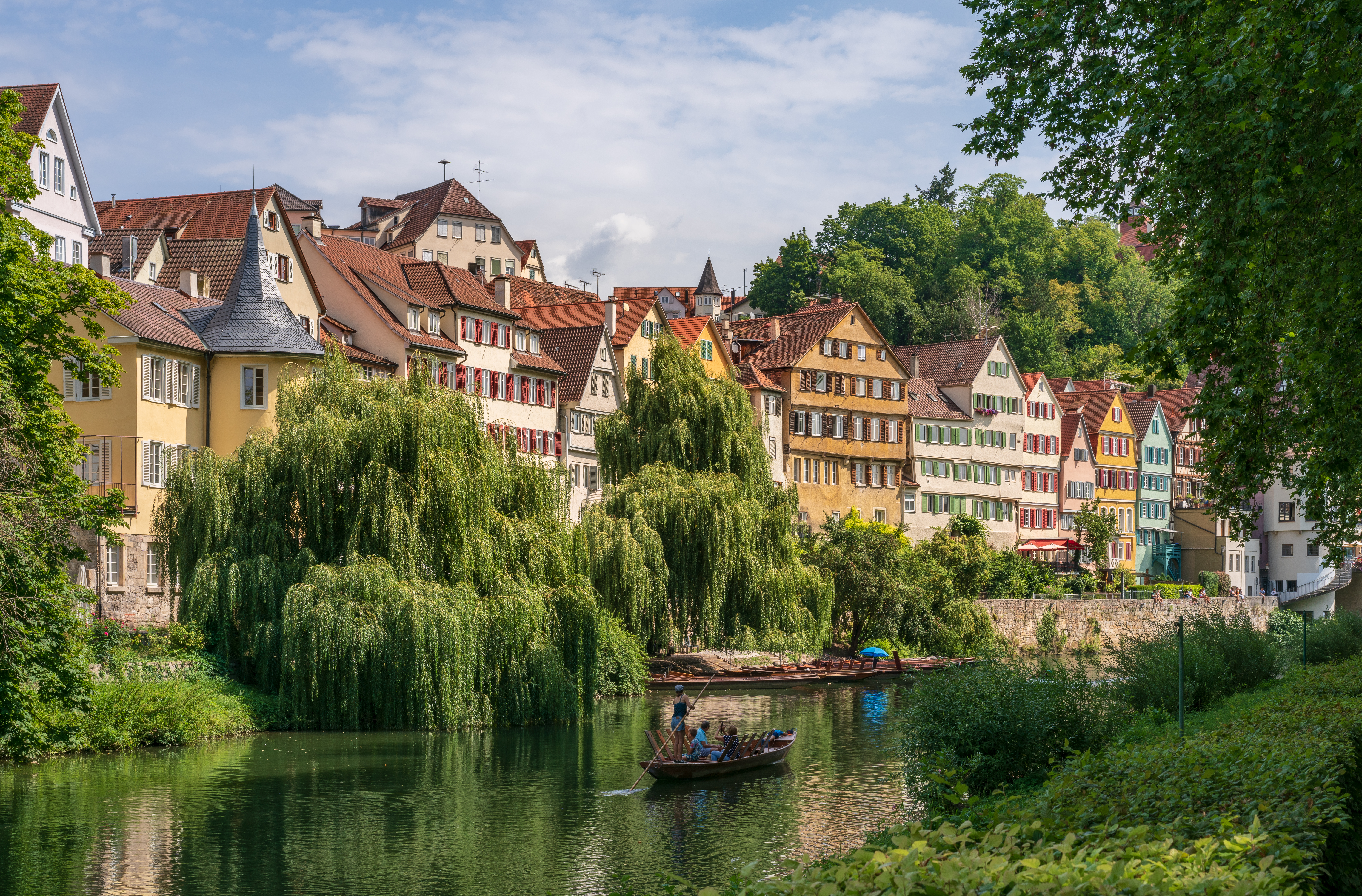
Blick von der Platanenallee auf die gegenüberliegende Neckarseite

Die Tübinger Platanenallee liegt auf der Neckarinsel. Diese verläuft vor der Altstadt parallel zur Neckarfront. Sie beginnt an der Eberhardsbrücke und endet am Silcher-Denkmal, wo der Weg in das sogenannte „Seufzerwäldchen“ weiterführt.
Mit ihren uralten, riesigen Platanen lädt die Allee zum Flanieren ein, man kann dort Boules spielen und hat Blick auf die Neckarfront. Im Sommer kann man dort im Gras sitzen, den Stocherkahnfahrten zuschauen und Tauben, Schwäne, Enten und Ruderer beobachten.
Zur Ostseite hin, beim „Nadelöhr“, gibt es einen Taubenturm, in dem aus Gelegen von Tauben Eier entnommen werden, um die Population zu begrenzen.
Der Hölderlinturm ist von ihr im östlichen Teil (zur Eberhardsbrücke hin) gut sicht- und fotografierbar.
Mit annähernd 200 Jahren ist die Allee die älteste noch bestehende dieser Baumart in Deutschland (Die Alte Lindenallee zwischen dem Wildermuth-Gymnasium und dem Sportplatz SV 03 ist in Teilen noch deutlich älter, sie wurde schon im Jahr 1508 angelegt.).
Es gab Überlegungen, die Platanen wegen eines angeblichen „Erreichens der Baumaltersgrenze“ abzuholzen und durch Neupflanzungen zu ersetzen. Nach Protesten versucht man heute, die Bäume durch besondere Pflege zu erhalten; unter anderem stabilisieren sich einige besonders ausladende Bäume durch relativ unauffällige Stahlseile gegenseitig.

## Geschichte

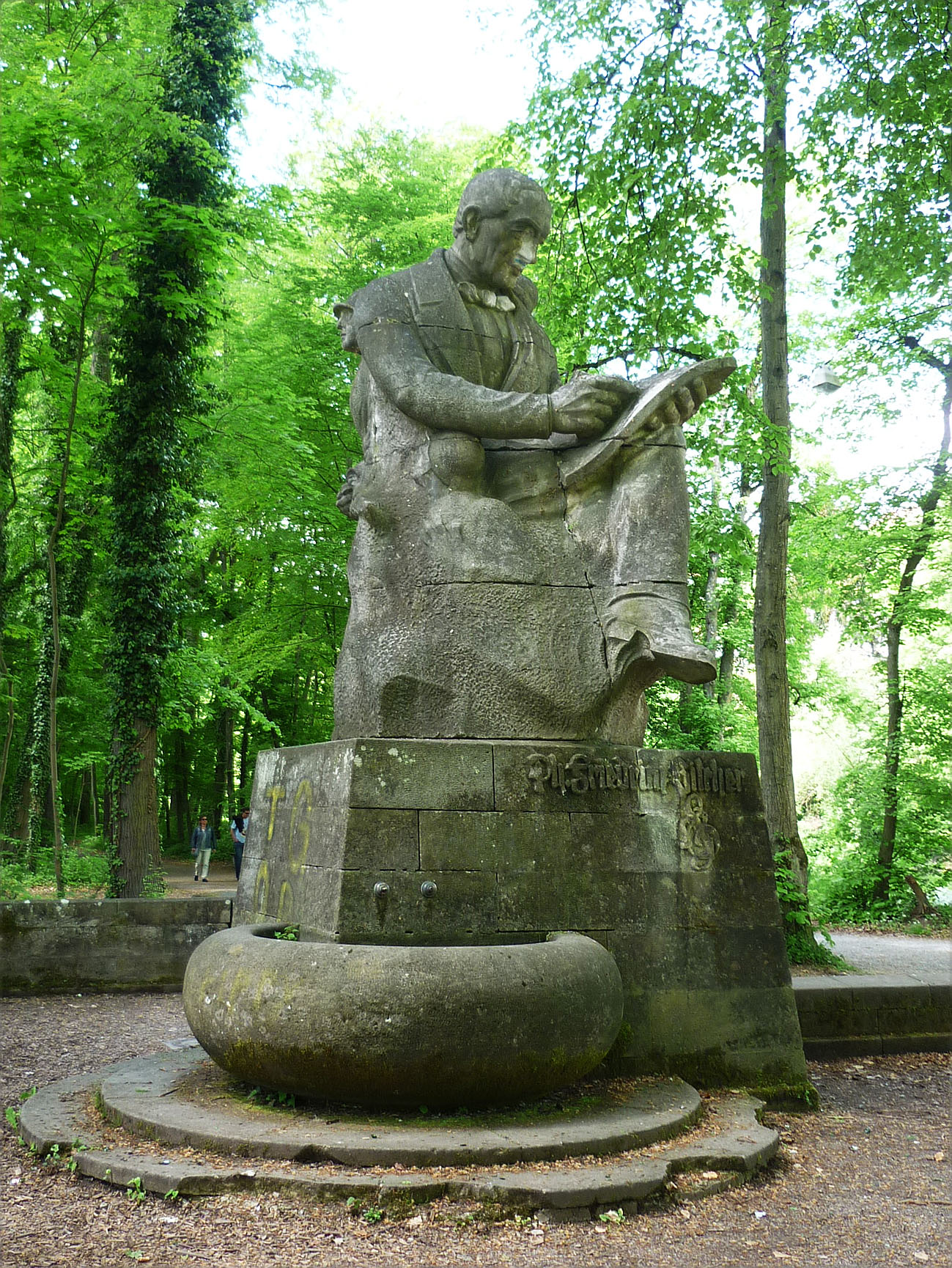
Silcherdenkmal am westlichen Ende der Platanenallee

Ab 1819 wurden in Tübingen erst die Kastanienallee und die Akazienallee geplant und in Folge auch die Platanenallee. Diese wurde – entgegen einer lange von Stadtführern erzählten Geschichte – wohl nicht vom 1824 verstorbenen letzten Scharfrichter der Stadt, Johann Georg Friedrich Belthle, angelegt, sondern später, im Jahre 1828. Dies ergab eine dendrochronologische Studie zum Alter der Platanen, die die Stadt Tübingen bei der Universität Hohenheim in Auftrag gegeben hatte. Die Studienergebnisse wurden unter der Schlagzeile „Die junge Altehrwürdige“ und dem Untertitel „Scharfrichter-Geschichte falsch“ am 25. Mai 2013 im Schwäbischen Tagblatt veröffentlicht. Demnach seien die Bäume zwischen 1822 und 1824 gekeimt. Auf einem Stich von 1832 ist die junge Platanenallee bereits zu erkennen. Im Anschluss an diese Erkenntnisse forschte das Stadtarchiv in den städtischen Akten dieser Zeit nach und entdeckte eine Rechnung vom 28. Januar 1828 von der exotischen Landesbaumschule in Hohenheim über die Lieferung von 96 Platanen, 60 Pappeln und vier Tulpenbäumen. Für die Platanen wurde 32 Gulden bezahlt.
Heute stehen noch insgesamt 84 Platanen.

## Zugänge
- von Osten: von der Eberhardsbrücke gibt es eine direkte Treppe hinunter auf die Insel.
- von Süden aus, aus der Richtung vom Bahnhof und vom Anlagensee her geht es über eine kleine, „Indianersteg“ genannte Brücke auf die Neckarinsel,
- von Westen gibt es von der Derendinger Allee und der Alleenbrücke  einen auch mit dem Fahrrad nutzbaren Zugang zur Insel.